# Socialisten in de PvdA
De Werkgroep Socialisten in de PvdA was een oppositionele groep in de Partij van de Arbeid in Nederland in de jaren negentig van de twintigste eeuw.
De werkgroep ontstond uit onvrede over de politieke lijn van partijleider Wim Kok, die minister van financiën was in het derde kabinet-Lubbers (1989-1994) en daarna minister-president van twee paarse kabinetten. Met name de door Kok beoogde bezuinigingen op de WAO zetten kwaad bloed.
Van 1991 tot 1994 gaf de werkgroep het blad Stuitende Taferelen uit (een woordspeling op de titel van het PvdA-rapport Schuivende Panelen uit 1987), maar zij slaagde er niet in de linkse oppositionelen te verenigen. Enkele spraakmakende PvdA-gezichten als Jaap van de Scheur en Jan Schaefer verlieten in deze periode de partij.